# 헨테 비엔
《헨테 비엔》(스페인어: Gente bien)은 1997년 방영된 멕시코의 텔레노벨라이다.